# Quatuors milanais

Les Quatuors Milanais sont une série de 6 quatuors à cordes composés par Wolfgang Amadeus Mozart entre 1772 et 1773.
Il s'agit d'une œuvre de jeunesse du musicien (il avait entre 16 et 17 ans) et sont bien moins connus que son cycle Viennois, ceux dédiés à Haydn, ou Les Prussiens. Il s'agit du second au septième quatuor, (le musicien en ayant écrit 23, son premier correspondant au KV 80, écrit en 1770).
Ils ont été composés au cours de son second séjour italien, entre Venise et Milan. Ils sont tous à trois mouvements et restent assez brefs.

## Les 6 quatuors milanais

### Quatuorno2en ré majeur, K 155/134a
Il a été écrit à l'automne 1772 à Bolzano. Il comporte trois mouvements et son exécution demande un peu moins de 10 minutes.
- Allegro, en ré majeur, à
- Andante, en la majeur, à
- Molto allegro, en ré majeur, à

### Quatuorno3en sol majeur, K 156/134b
Il a été écrit à Milan fin 1772. Il comporte trois mouvements et son exécution demande un peu moins de 15 minutes.
- Presto, en sol majeur, à
- Adagio, en mi mineur, à
- Tempo di minuetto, en sol majeur, à

### Quatuorno4en ut majeur, K 157
Il a été écrit à Milan fin 1772, début 1773. Il comporte trois mouvements et son exécution demande un peu plus de 10 minutes.
- Allegro, en do majeur, à
- Andante, en do mineur, à
- Presto, en do majeur, à

### Quatuorno5en fa majeur, K 158
Il a été écrit à Milan début  1773. Il comporte trois mouvements et son exécution demande un peu moins de 15 minutes.
- Allegro, en fa majeur, à
- Andante un poco allegretto, en la mineur, à
- Tempo di minuetto, en fa majeur, à

### Quatuorno6en si bémol majeur, K 159
Il a été écrit à Milan début  1773. Il comporte trois mouvements (dont le premier est lent) et son exécution demande un peu moins de 15 minutes.
- Andante, en si bémol majeur, à
- Allegro , en sol mineur, à
- Rondoː Allegro grazioso, en si bémol majeur, à

### Quatuorno7en mi bémol majeur, K 160/159a
Il a été écrit à Milan début 1773. Il comporte trois mouvements et son exécution demande un peu plus de 10 minutes.
- Allegro, en mi bémol majeur, à
- Un poco adagio, en la bémol majeur, à
- Presto, en mi bémol majeur, à